# Ybbstalradweg
Der Ybbstalradweg ist ein rund 100 km langer Radweg durch das niederösterreichische Mostviertel, der weitgehend dem Fluss Ybbs folgt.

## Streckenbeschreibung
Der Ybbstalradweg verläuft im unteren Ybbstal auf verkehrsarme Nebenstraßen, ab Waidhofen an der Ybbs (Vogelsang) teilweise auf der ehemaligen Trasse der Ybbstalbahn, die von Waidhofen durch das obere Ybbstal über Opponitz, Hollenstein an der Ybbs, St. Georgen am Reith und Göstling an der Ybbs nach Lunz am See und von dort über  die Bergstrecke (Wasserscheide zwischen Ybbs und Erlauf) zum Bahnhof Kienberg-Gaming (Kienberg/Gaming) führte. Nach der Einstellung der Ybbstalbahn  wurden rund 30 km der ehemaligen Bahnstrecke von Waidhofen bis Göstling an der Ybbs asphaltiert und zum Ybbstal-Radweg ausgebaut. In den restlichen Abschnitten (vor allem im Bereich Hollenstein sowie von St. Georgen am Reith bis Kogelsbach) nutzt der Radweg Nebenstraßen im Nahbereich der ehemaligen Bahn im Mischverkehr mit dem Individualverkehr. Von Göstling bis Lunz verläuft der Ybbstalradweg neben der Landesstraße B 25. 

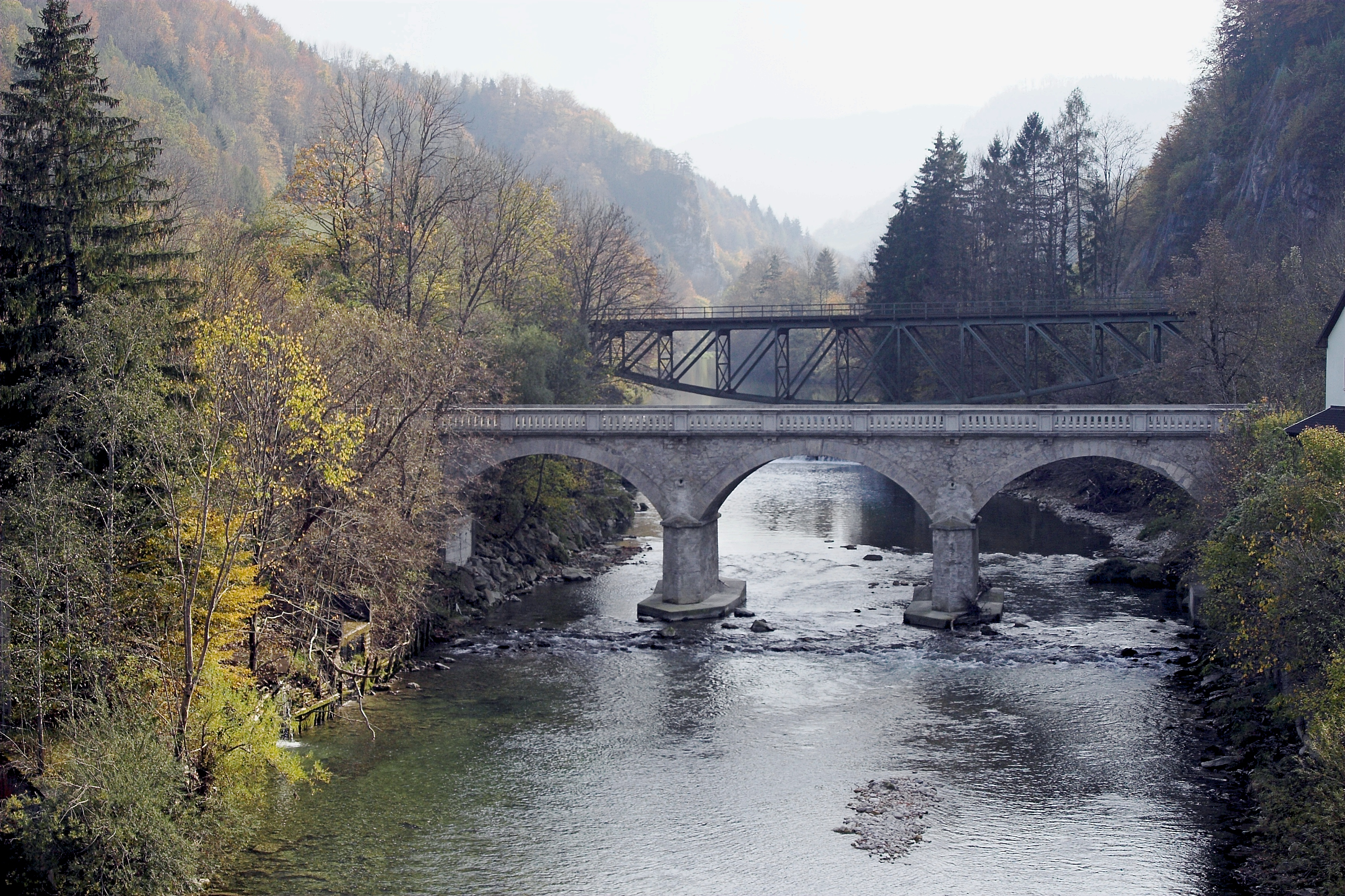
Alte Brücke der Ybbstalbahn nach Ybbsitz, die heute für den Radweg genützt wird.

Der Radweg durchquert 15 Ortschaften, die sich in den Bezirken Melk, Amstetten und Scheibbs befinden, einschließlich die Statutarstadt Waidhofen an der Ybbs.
- Ybbs an der Donau
- Neumarkt an der Ybbs
- Blindenmarkt
- Euratsfeld
- Amstetten
- Allhartsberg
- Kematen an der Ybbs
- Sonntagberg
- Waidhofen an der Ybbs
- Ybbsitz
- Opponitz
- Hollenstein an der Ybbs
- St. Georgen am Reith
- Göstling an der Ybbs
- Lunz am See

## Anschlussrouten
- Donauradweg in Ybbs an der Donau[1]
- Erlauftalradweg[2] in Lunz am See
- Most-Radroute[3] startet in Amstetten und wird auch in Allhartsberg bei Kröllendorf wieder gekreuzt.
- Von Lunz am See auf Nebenstraßen entlang des Bodingbachs über Holzapfel und Pfaffenschlag nach Gaming. Achtung: ab Klamm muss man die letzten fünf Kilometer bis zum Nostalgiebahnhof Kienberg-Gaming auf der stark befahrenen Landesstraße B 25 fahren. Dieser Abschnitt ist für  Familien mit Kindern ungeeignet.
- Von Lunz am See (ab 2026) mit der an an Wochenenden im Sommer von der ÖGLB (Österreichische Gesellschaft für Lokalbahnen) betriebenen Museumsbahn (Fahrradmitnahme ist hier bei allen Zügen möglich) nach Kienberg-Gaming fahren und von dort weiter am Erlauftalradweg.

## Sehenswürdigkeiten
Entlang des Ybbstalradweges befinden sich eine Reihe bedeutender Sehenswürdigkeiten:
- Schloss Ulmerfeld
- Basilika Sonntagberg
- Burgruine Gleiß
- Schloss Rothschild
- das rund 200 m lange Schwarzbachviadukt der Ybbstalbahn (heute City-Bahn Waidhofen)
- Das Ofenloch (Schlucht zwischen Gaissulz und Mirenau)
- Das älteste und größte Wasserkraftwerk der Wien Energie in Opponitz (historische Bausubstanz)
- Ybbsbrücken der ehemaligen Ybbstalbahn (Fachwerkbrücken aus der Zeit vor 1900) nächst Gstadt, Mirenau und Opponitz (heute Radwegbrücken)
- Die weitgehend im Originalzustand befindlichen Aufnahmsgebäude der Ybbstalbahn in Opponitz, Kleinhollenstein und Großhollenstein
- Zeitreisewaggon Hollenstein (kleines Museum beim früheren Bahnhof Großhollenstein)
- Pfarrkirche Hollenstein
- Hammerherrenhäuser und Reste alter Hammerwerke vor allem in Waidhofen, Opponitz und Hollenstein
- Spuren der Ybbstalbahn entlang der ehemaligen Bahnstrecke
- Töpperbrücke in Kasten
- Flussbademöglichkeiten in der Ybbs (vor allem in Hollenstein und Göstling)
- Lunzer See
- Museumsbahn der ÖGLB von Lunz am See (ab Frühjahr 2026) nach Kienberg-Gaming

Die Route verläuft am Naturpark Buchenberg und Naturpark Eisenwurzen vorbei und endet am Fuße des Dürrensteins, wo sich das UNESCO-Weltnaturerbe Wildnisgebiet Dürrenstein-Lassingtal befindet.